# 吉永有希
吉永 有希（よしなが ゆうき、2001年11月23日 - ）は、日本の女子バレーボール選手である。

## 来歴
栃木県宇都宮市出身。
2017年、下北沢成徳高等学校に進学。2019年、全国高等学校総合体育大会（インターハイ）で3位となり、優秀選手賞を受賞。
2020年、東京女子体育大学に進学。2022年、東日本大学選手権大会（東日本インカレ）で準優勝を果たし、敢闘選手賞、ベストスコアラー賞、サーブ賞を受賞すると、秋季関東大学女子1部リーグでもベストスコアラー賞を受賞した。同年末、V.LEAGUE DIVISION1 WOMEN（V1女子）に所属するトヨタ車体クインシーズのV.LEAGUEメンバーに登録され、2022/23シーズンは、シーズン途中から同チームの選手としてリーグ戦に参加することとなった。同シーズンにV1女子の試合に出場し、Vリーグデビューを果たした。2023年、関東大学リーグで活躍を見せ、春季関東大学1部リーグで敢闘賞、ベストスコアラー賞、レシーブ賞を受賞。秋季関東大学1部リーグでレシーブ賞を受賞した。また、V・サマーリーグ東部大会に全日本学生選抜代表として出場し、キャプテンも務めた。2023-24シーズン、トヨタ車体クインシーズの内定選手となった。

## 所属チーム
- 下北沢成徳高等学校（2017-2020年）
- 東京女子体育大学（2020-2024年）
  - トヨタ車体クインシーズ（2023年）
- クインシーズ刈谷（2024年-）

## 受賞歴
- 2019年 - 全国高等学校総合体育大会 優秀選手賞
- 2022年 - 東日本大学選手権大会 敢闘選手賞、ベストスコアラー賞、サーブ賞
- 2022年 - 秋季関東大学1部リーグ ベストスコアラー賞
- 2023年 - 春季関東大学1部リーグ 敢闘賞、ベストスコアラー賞、レシーブ賞
- 2023年 - 秋季関東大学1部リーグ レシーブ賞